# Антоніу Фолья
}}
Антоніу Фолья (порт. António Folha; нар. 21 травня 1971, Віла-Нова-ді-Гая) — португальський футболіст, нападник. Семиразовий чемпіон Португалії. По завершенні ігрової кар'єри — футбольний тренер.
Як гравець насамперед відомий виступами за клуб «Порту», а також національну збірну Португалії.

## Клубна кар'єра
Вихованець футбольної школи клубу «Порту».
У дорослому футболі дебютував 1989 року виступами за команду клубу «Жіл Вісенте», за якій провів два сезони в оренді, взявши участь у 37 матчах чемпіонату. Згодом, з 1992 по 2002 рік, Фолья грав в оренді в складі «Браги», «Стандарда» (Льєж) та АЕКа. Крім того, протягом цих років футболіст здобув ще п'ять титулів чемпіона Португалії, граючи за «Порту», якому належав до 2003 року.
Завершив професійну ігрову кар'єру у нижчоліговому клубі «Пенафіел», за команду якого виступав протягом 2003—2005 років.

## Виступи за збірні
1989 року залучався до складу молодіжної збірної Португалії. На молодіжному рівні зіграв у 4 офіційних матчах.
1993 року дебютував в офіційних матчах у складі національної збірної Португалії. Протягом кар'єри у національній команді, яка тривала 4 роки, провів у формі головної команди країни 26 матчів, забивши 5 голів. У складі збірної був учасником чемпіонату Європи 1996 року в Англії.

## Кар'єра тренера
Розпочав тренерську кар'єру відразу ж по завершенні кар'єри гравця, 2005 року, увійшовши до тренерського штабу клубу «Пенафіел», де працював до 2017 року.
У 2008 році Антоніу Фолья знову повернувся до «Порту», де був призначений помічником тренера юніорської команди, а згодом став головним тренером юнацької команди «Порту». У 2013—2014 роках був помічником Луїша Каштру у «Порту Б», з яким потім перейшов і до роботи з першою командою. 2014 року після звільнення Каштру повернувся до роботи з юнацькою командою, а у 2016—2018 роках тренував «Порту Б».
У червні 2018 року Фолья став головним тренером клубу вищого дивізіону «Портімоненсі». Він фінішував з ним 12-м у своєму першому сезоні, але пішов у відставку по ходу другого сезону 18 січня 2020 року, коли посідав друге місце з кінця, програвши останній команді чемпіонату «Авішу».
Фолья повернувся в «Порту Б» 2 лютого 2021 року, змінивши Руя Барруша, де працював до літа 2024 року.

## Титули і досягнення
- Чемпіон світу (U-20): 1989
- Чемпіон Португалії (7):

«Порту»: 1991–92, 1994–95, 1995–96, 1996–97, 1997–98, 1998–99, 2002–03
- Володар Кубка Португалії (5):

«Порту»: 1993–94, 1997–98, 1999–00, 2000–01, 2002–03
- Володар Суперкубка Португалії з футболу (6):

«Порту»: 1991, 1993, 1994, 1996, 1998, 1999
- Володар Кубка Греції (1):

АЕК: 2001–02

## Особисте життя
Його син Бернарду Фолья також став футболістом і був вихованцем «Порту».